# Colombiaans roodsnavelhoen
Het Colombiaans roodsnavelhoen (Mustelirallus colombianus synoniem: Neocrex colombiana) is een vogel uit de familie van de Rallen, koeten en waterhoentjes (Rallidae).

## Verspreiding en leefgebied
Deze soort komt voor van Panama tot Ecuador en telt twee ondersoorten:
- M. c. ripleyi: van centraal Panama tot noordwestelijk Colombia.
- M. c. colombianus: noordelijk en westelijk Colombia en westelijk Ecuador.